# Ancistragrostis uncinioides
Ancistragrostis uncinioides är en gräsart som beskrevs av Stanley Thatcher Blake. Ancistragrostis uncinioides ingår i släktet Ancistragrostis och familjen gräs. Inga underarter finns listade i Catalogue of Life.